# レーザー超音波計測
レーザー超音波計測（レーザーちょうおんぱけいそく）は、材料内部のきずや欠陥を光音響効果を用いて検出する超音波計測手法の一つである。

## 概要
強力なエネルギー強度を持つレーザーを用いて材料内部に高周波弾性波（超音波）を励起する。また、材料内部のきずや欠陥からの散乱波の計測もレーザー干渉計を用いて行う。超音波の発信・受信をレーザーを用いることで、対象物に非接触で計測がおこなえる利点を持つ。超音波探触子の接触が困難であった高温の対象物の超音波計測など適用範囲は多い。

## 原理による分類
Aモード（アブレーションモード）レーザー照射により材料表面にアブレーションを起こす。アブレーションの効果により材料内部に超音波を発生させる。
Tモード（サーマルモード）レーザー照射により材料表面付近が熱膨張を起こす。熱膨張の効果により材料内部に超音波を発生させる。

## 用途
- 非破壊検査
- 医療診断

## 文献
- 吉川仁, 川田朋和, 西村直志, レーザ超音波計測による波形データを用いたクラック決定解析」『応用力学論文集』 2006年 9巻 p.123-128, doi:10.2208/journalam.9.123
- 吉川仁, 西村直志,「レーザ超音波計測による定量的非破壊評価に関する研究」『理論応用力学講演会 講演論文集』第55回理論応用力学講演会 講演論文集, セッションID:3C03, 日本学術会議 「機械工学委員会・土木工学・建築学委員会合同IUTAM分科会」, 2006年, doi:10.11345/japannctam.55.0.221.0
- 吉川仁, 川田朋和, 西村直志, 「レーザ超音波計測によるクラック決定解析に関する研究」『理論応用力学講演会 講演論文集』 第56回理論応用力学講演会, セッションID: 3G16, 日本学術会議 「機械工学委員会・土木工学・建築学委員会合同IUTAM分科会」, 2007年, doi:10.11345/japannctam.56.0.279.0
- 木下雅夫,  蝦名正輝, 大澤正敬 ほか, 「レーザ超音波による溶接状態の可視化手法の検討」『日本機械学会論文集Ｃ編』 2012年 78巻 792号 p.2824-2836, doi:10.1299/kikaic.78.2824